# Bezirksrabbinat Freudental
Das Bezirksrabbinat Freudental  entstand 1832 in Freudental in Württemberg und war eines von 13 Bezirksrabbinaten, die auch als Bezirkssynagogen bezeichnet wurden.

## Geschichte
Durch einen Erlass des Ministeriums des Innern vom 3. August 1832 wurden nach der Zusammenlegung oder Auflösung verschiedener jüdischer Gemeinden die nun insgesamt 41 Kirchengemeinden in 13 Bezirksrabbinate eingeteilt. Freudental wurde Sitz eines Rabbinatsbezirks, da der Rabbiner der großen jüdischen Gemeinde in Freudental bereits zuvor als Schiedsinstanz für verschiedene umliegende jüdische Gemeinden fungiert hatte. 1851 waren in Freudental von insgesamt 868 Einwohnern 364 jüdischen Glaubens.
Die Bezirksrabbinate waren der ebenfalls 1832 geschaffenen Oberkirchenbehörde unterstellt. Nach dem Tod des Rabbiners Moses Haas konnte die Stelle des Bezirksrabbiners in Freudental nicht mehr besetzt werden und der Bezirksrabbiner in Stuttgart übernahm kommissarisch diese Aufgabe, bis am 1. Juli 1913 das Bezirksrabbinat Freudental aufgelöst wurde. Seine Funktion übernahm nun das Bezirksrabbinat Stuttgart.

## Aufgaben
Die Aufgaben umfassten den Vollzug der landesherrlichen Verordnungen, die Verkündung und den Vollzug der Verordnungen der Oberkirchenbehörde, Beratungen über Schulangelegenheiten, die Verwaltung von Stiftungen und die Verteilung von Almosen. Zur Finanzierung der Bezirksrabbinate wurden Umlagen von den einzelnen jüdischen Gemeinden bezahlt.

## Gemeinden des Rabbinatsbezirks
- Jüdische Gemeinde Freudental mit Filialgemeinde Zaberfeld
- Jüdische Gemeinde Aldingen (heute Stadtteil von Remseck am Neckar)

## Bezirksrabbiner
- 1816 bis 1844  Joseph Maier (Rabbiner)
- 1844 bis 1856  Seligmann Grünwald
- 1856 bis 1887  Moses Haas